# Jozef Sinčák
Jozef Sinčák (17. ledna 1970 – 11. února 2024) byl manažer působící v České republice zejména v oblasti dopravy.

## Život
Mezi roky 1988 až 1993 studoval na Matematicko-fyzikální fakultě Karlovy univerzity v Praze, na níž v ekonometrickém a statistickém zaměření dosáhl akademického titulu magistr (Mgr.). V roce 1997 začal studovat na Pražské mezinárodní manažerské škole (PIBS) a po dvou letech ji ukončil po dosažení titulu MBA, u něhož prospěl s vyznamenáním.
Od roku 1993 pracoval pro Československou obchodní banku (ČSOB). Roku 2001 své tamní působení ukončil a od října toho roku byl zaměstnán u ING Investment Management, nejprve jako člen představenstva a od září 2005 na postu generálního ředitele a předsedy představenstva.
Práci pro ING ukončil v červnu 2009 a od října téhož roku nastoupil jako ředitel pro finance a ekonomiku do společnosti Letiště Praha. Od května 2011 pak v této společnosti zastával post místopředsedy představenstva a výkonného ředitele divize obchodu a korporátních služeb. V ní pracoval do září 2013 a počínaje následujícím měsícem byl zaměstnancem Českých aerolinií. Nejprve coby člen představenstva a od září 2014 předseda představenstva, a to až do října 2018, kdy mu skončilo pětileté funkční období. Díky ekonomickým škrtům, prodeji majetku i klesající ceně paliva letadel se mu povedlo ztrátové aerolinky přivést do zisku. V letech 2013 až 2014 byl také členem představenstva Českého aeroholdingu.
Počínaje dubnem 2019 stál až do svého skonu v čele Technické správy komunikací hl. m. Prahy (TSK či TSK HMP) na postu generálního ředitele a předsedy představenstva.